# 16 Horsepower (album)
Pour les articles homonymes, voir 16 Horsepower.
Albums de 16 Horsepower
Sackcloth 'n' Ashes
(1996)
16 Horsepower est le premier mini-album (EP) de 16 Horsepower, sorti en 1995 et qui marque les débuts du groupe.

## Liste des titres de l'album
| No | Titre                    | Durée |
| -- | ------------------------ | ----- |
| 1. | Haw                      | 3:29  |
| 2. | South Pennsylvania Waltz | 5:15  |
| 3. | Shametown                | 2:45  |
| 4. | Straight Mouth Stomp     | 1:52  |
| 5. | Coal Black Horses        | 3:49  |
| 6. | I Gotta Gal              | 2:05  |

## Musiciens ayant participé à l'album
- David Eugene Edwards - voix, banjo, guitare, bandonéon
- Jean-Yves Tola - batterie, chœurs
- Keven Soll - contrebasse, violoncelle, chœurs
- Gordon Gano - violon